# Mammea siamensis
Mammea siamensis är en tvåhjärtbladig växtart som först beskrevs av Friedrich Anton Wilhelm Miquel, och fick sitt nu gällande namn av John Smith. Mammea siamensis ingår i släktet Mammea och familjen Calophyllaceae. Inga underarter finns listade i Catalogue of Life.

## Bildgalleri

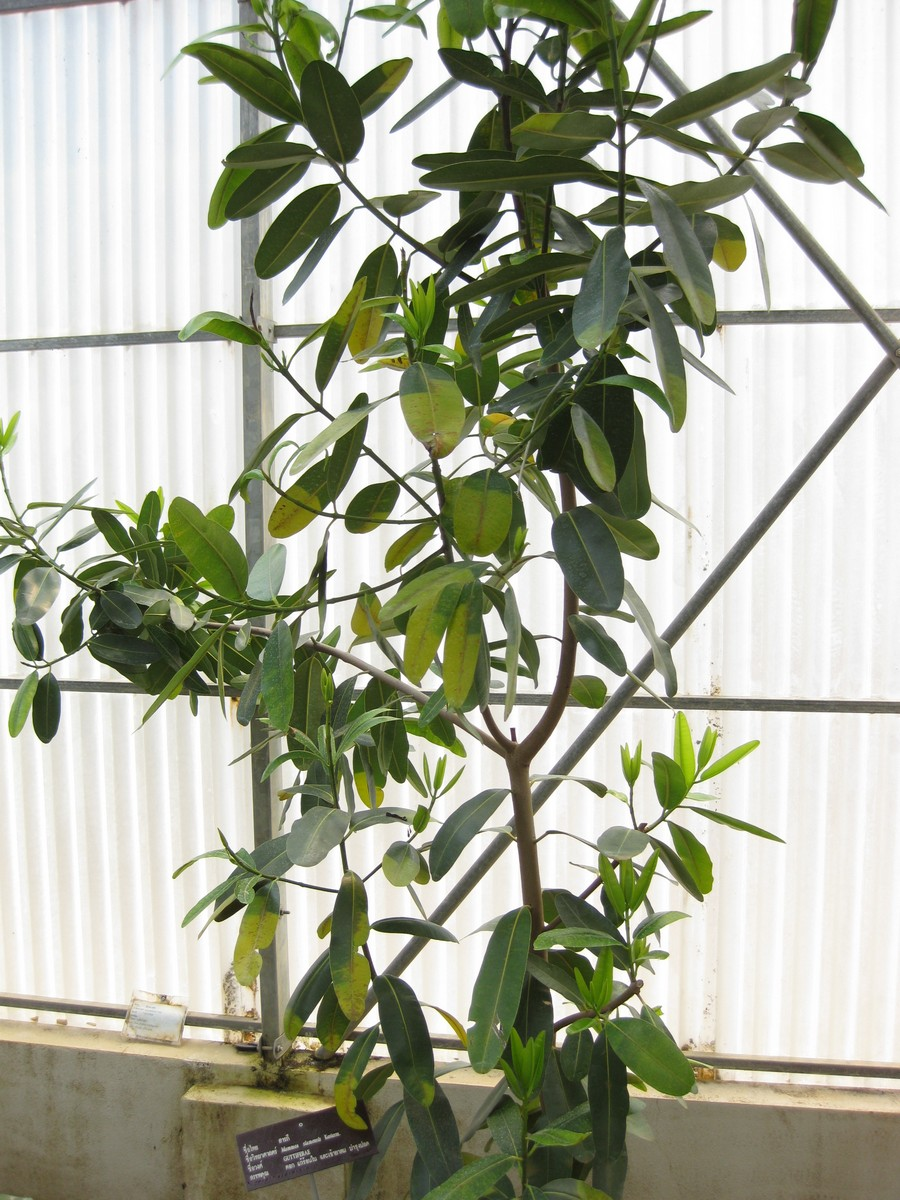
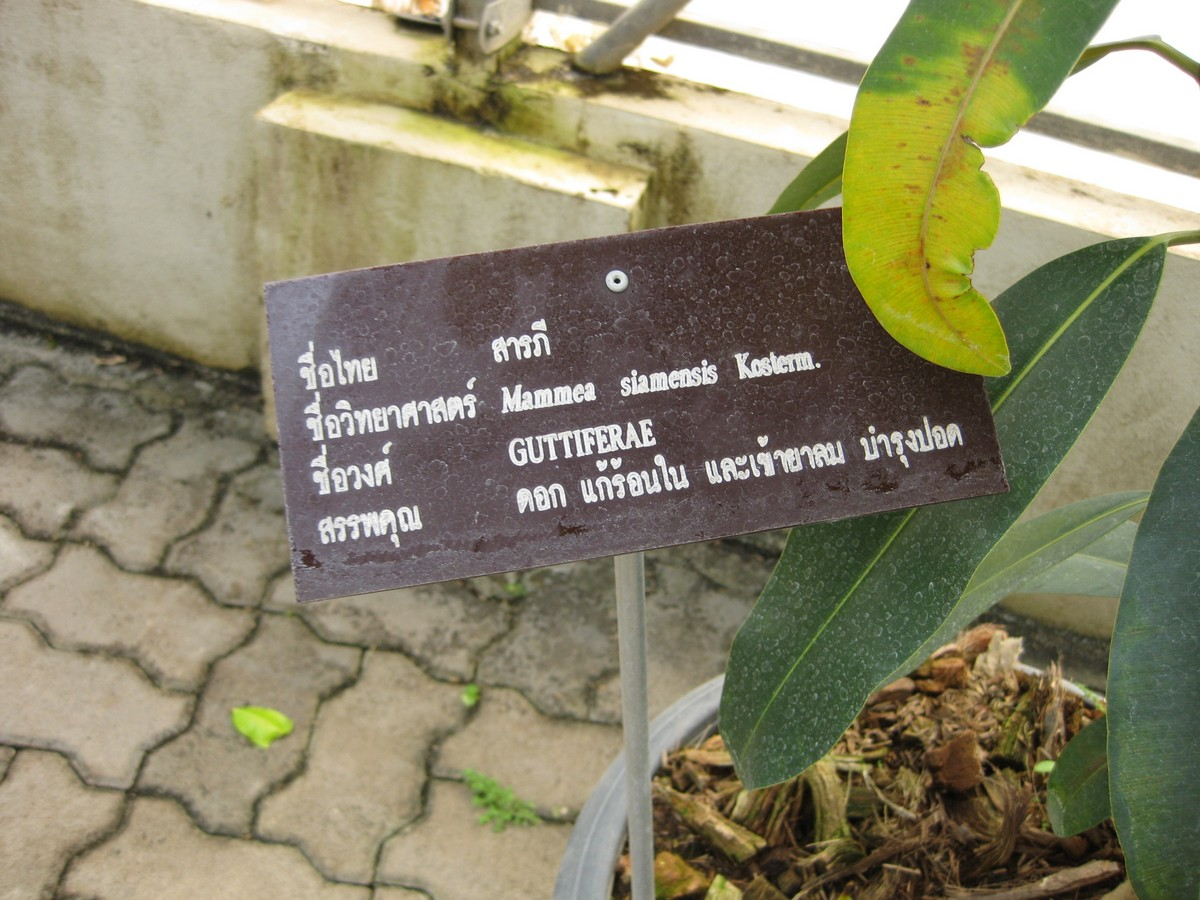